# (158472) Tiffanyfinley
(158472) Tiffanyfinley est un astéroïde de la ceinture principale.

## Description
(158472) Tiffanyfinley est un astéroïde de la ceinture principale. Il fut découvert le 8 février 2002 à Kitt Peak par Marc William Buie. Il présente une orbite caractérisée par un demi-grand axe de 2,62 UA, une excentricité de 0,11 et une inclinaison de 3,1° par rapport à l'écliptique.